# Sci di fondo ai IX Giochi asiatici invernali
Le competizioni di sci di fondo ai IX Giochi asiatici invernali si sono svolte dall'8 al 12 febbraio 2024 allo Yabuli Ski Resor di Harbin, in Cina.

## Podi

### Uomini
| Evento               | Oro                                              | Argento                                                              | Bronzo                                                                        |
| 10km TL (dettagli)   | Haruki Yamashita                                 | Takatsugu Uda                                                        | Olzhas Klimin                                                                 |
| Sprint (dettagli)    | Wang Qiang                                       | Konstantin Bortsov                                                   | Saimuhaer Sailike                                                             |
| Staffetta (dettagli) | Cina Li Minglin Ciren Zhandui Bao Lin Wang Qiang | Giappone Shota Moriguchi Takatsugu Uda Yuito Habuki Haruki Yamashita | Kazakistan Konstantin Bortsov Nail Bashmakov Olzhas Klimin Vladislav Kovalyov |

### Donne
| Evento               | Oro                                                          | Argento                                                                              | Bronzo                                                                |
| 5km TL (dettagli)    | Bayani Jialin                                                | Dinigeer Yilamujiang                                                                 | Chi Chunxue                                                           |
| Sprint (dettagli)    | Li Lei                                                       | Meng Honglian                                                                        | Dinigeer Yilamujiang                                                  |
| Staffetta (dettagli) | Cina Li Lei Chi Chunxue Chen Lingshuang Dinigeer Yilamujiang | Kazakistan Xeniya Shalygina Kamila Yelgazinova Angelina Shuryga Nadezhda Stepashkina | Giappone Mayu Yamamoto Chika Kobayashi Yuka Yamazaki Karen Hatakeyama |

## Medagliere
| Posiz. | Nazione    | Oro | Argento | Bronzo | Totale |
| ------ | ---------- | --- | ------- | ------ | ------ |
| 1      | Cina       | 5   | 2       | 3      | 10     |
| 2      | Giappone   | 1   | 2       | 1      | 4      |
| 3      | Kazakistan | 0   | 2       | 2      | 4      |
| Totale | Totale     | 6   | 6       | 6      | 18     |